# Kernebrændsel
Kernebrændsel er et materiale som kan forbruges med henblik på at få kerneenergi.
En brændselsstav benyttes som brændsel i atomreaktorer. Den består af et metalrør fyldt op med uran, som regel i den kemiske forbindelse urandioxid, UO2. Røret er typisk 8-10 mm i indre diameter, med en vægtykkelse på 0,6 – 0,8 mm og lavet af en legering baseret på metallet zirkonium.